# Al Arabiya
Al Arabiya (in arabo العربية‎?) è un'emittente televisiva saudita, con sede a Riyadh, interamente dedicata ai notiziari ed ai programmi d'approfondimento giornalistico, fondata il 3 marzo 2003.
L'emittente è nata da un finanziamento di 300 milioni di dollari statunitensi da parte dei proprietari della MBC, il gruppo libanese Hariri Group, più altri investimenti dall'Arabia Saudita, Kuwait e dal Golfo Persico; nata per contrastare la supremazia di Al Jazeera, la combatte usando le sue stesse armi, cioè la tempestività nel fornire notizie, specie se dell'ultimo minuto, e la trasmissione dei filmati forniti dai militanti islamici che compiono attentati o rapimenti.
Al Arabiya risulta la prima per ascolti in tutta l'area mediorientale, anche se la sua modalità di fornire informazioni è costata l'ostilità da parte del governo ad interim iracheno nei primi periodi dell'esistenza del canale (ciò è testimoniato da un servizio della BBC del 23 novembre 2003).
Il canale è anche visibile su Sky sul canale 561.

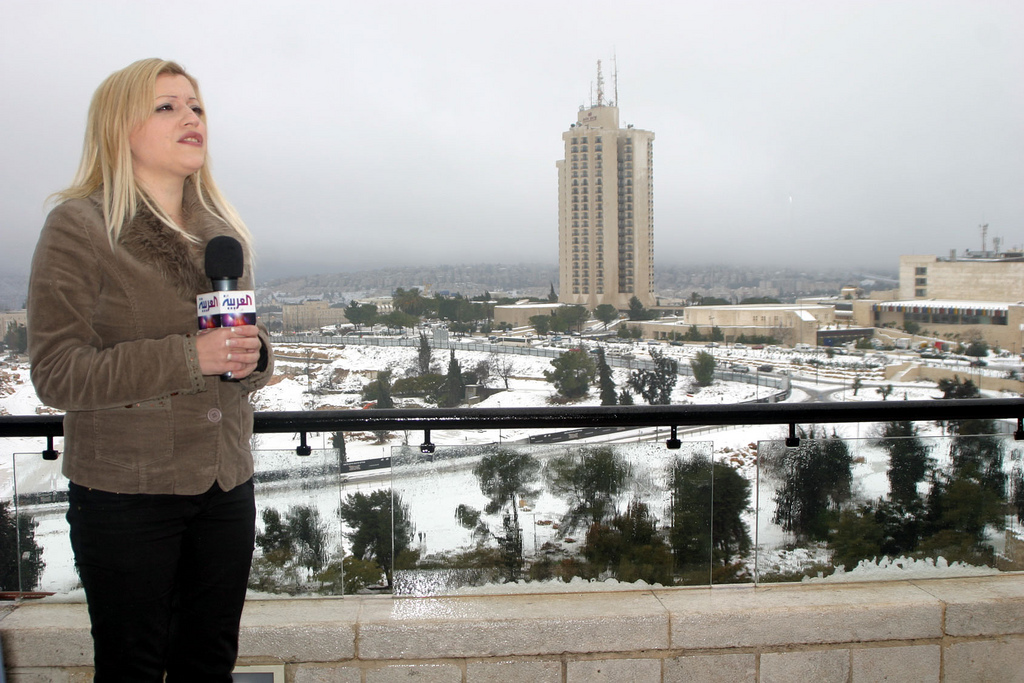
Una reporter di Al Arabiya al lavoro

## Incidenti
- Nel settembre 2004, l'inviato Mazen al-Tumayzi è stato ucciso durante un'azione militare statunitense in Iraq.
- Il 22 febbraio 2006 l'inviato Atwar Bahjat è stato drogato ed ucciso da ribelli mentre girava un servizio sull'Iraq.
- Il 22 gennaio 2007 la sede della città di Gaza (capoluogo della omonima Striscia), è saltata in aria dopo che, alcuni giorni prima, l'emittente aveva mandato in onda un servizio critico su Hamas; nessuno è rimasto ferito nell'incidente.
- Il 26 luglio 2010 un attentato alla sede irachena del canale ha provocato la morte di 4 persone ed il ferimento di altre 16.[1]